# 98 Dekalb Avenue
98 Dekalb Avenue, auch 180 Ashland Place, ist ein in Bau befindlicher Wolkenkratzer im Stadtbezirk Brooklyn in New York City, Vereinigte Staaten. Der nach seiner Hauptadresse benannte Wohnturm wird nach seiner Fertigstellung 609 Wohnungen beherbergen.

## Beschreibung
Das Hochhaus befindet sich an der Kreuzung DeKalb Avenue und Ashland Place im Stadtteil Fort Greene an der Grenze zu Downtown Brooklyn. Größere Nachbargebäude sind westlich der 124 Meter hohe DKLB BKLN (80 DeKalb) und der ebenfalls noch in Bau befindliche 625 Fulton Street (153 m) sowie nördlich die Long Island University Brooklyn und das Brooklyn Hospital.⁠ Ein Block östlich liegt der Fort Greene Park.
Der Bauherr und Eigentümer Rockrose Development erwarb 2020 für 81 Millionen US-Dollar die drei Grundstücke 98 DeKalb Avenue, 104 DeKalb Avenue und 180 Ashland Place sowie die Luftrechte von Nachbargebäuden, um den von SLCE Architects entworfenen Wolkenkratzer zu errichten. Der Baubeginn erfolgte Ende 2022 und die Fertigstellung ist für den Herbst 2025 vorgesehen. Das Hochhaus erreichte im Juni 2024 seine Endhöhe von 185,9 Meter (610 Fuß) bei 49 Stockwerken. Der Gebäudesockel nimmt das gesamte Grundstück ein und umschließt dabei U-förmig zwei ältere Wohngebäude an der DeKalb Avenue. Der dort zwischen den beiden Gebäuden 96 DeKalb Avenue und 100 DeKalb Avenue erbaute westliche Teil des Sockels hat eine dunkle Ziegelfassade und passt sich somit an das historische Straßenbild an. Über den Sockel erhebt sich etwas zurückversetzt der rechteckige Turm mit einer Glasfassade, die mit schmalen weißen Paneelen horizontal und teilweise vertikal untergliedert ist. Die schmalen von Eckfenstern flankierten Nord- und Südseiten besitzen eine mit weißen Paneelen verkleidete Betonfassade. Gekrönt wird das Gebäude von einem Flachdach, auf dem eine Dachterrasse mit Außenpool angelegt ist.
Die nächstgelegene U-Bahn-Station der New York City Subway ist die zwei Blocks westlich entfernte an der Ecke DeKalb Avenue/Flatbush Avenue gelegene Station DeKalb Avenue, die von den Linien  bedient wird.

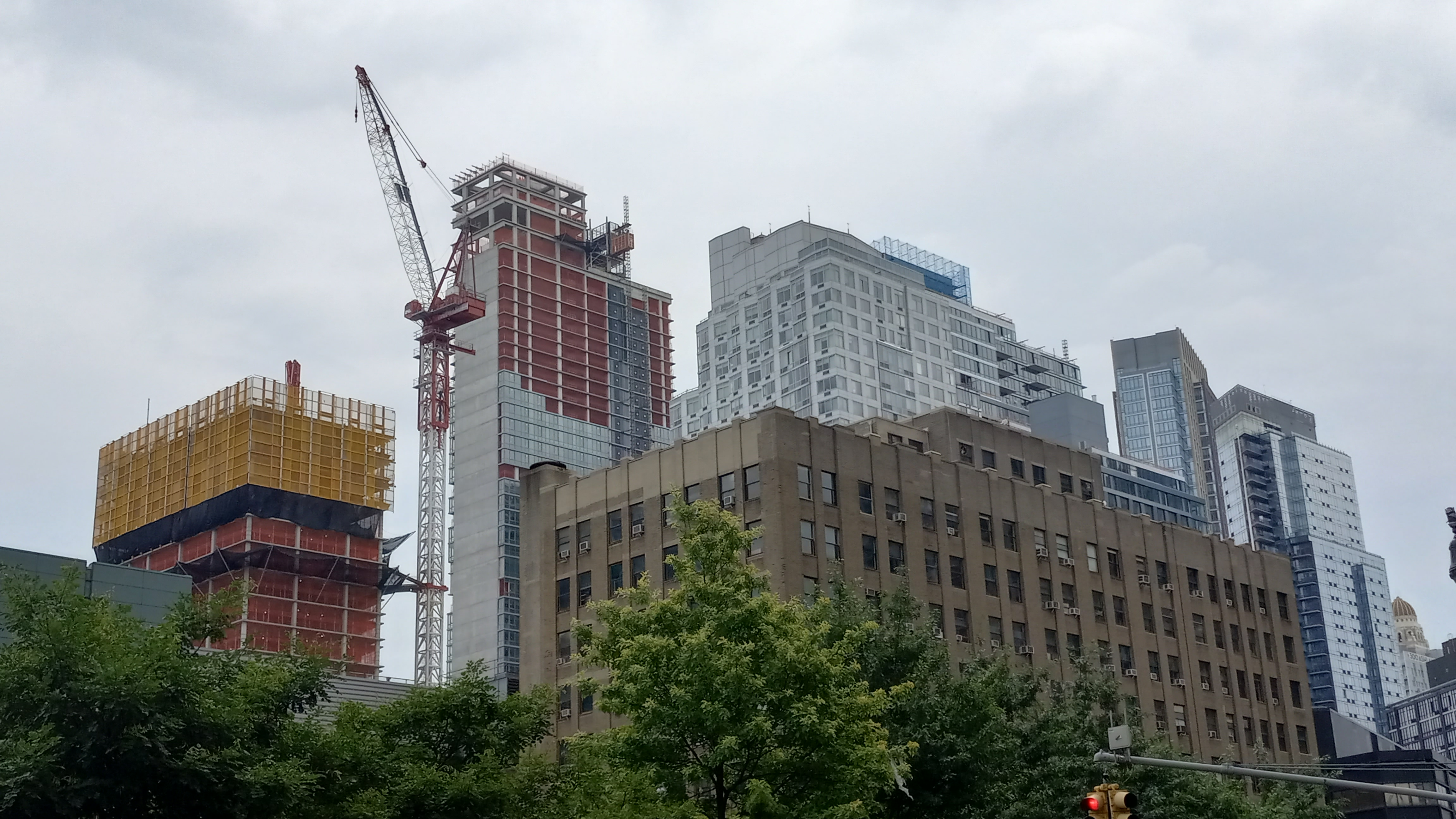
Bauphase am 20. Juli 2024 (Mitte)